# آرثر إي. براون جونيور
آرثر إي. براون جونيور (بالإنجليزية: Arthur E. Brown, Jr.)‏ هو عسكري أمريكي، ولد في 21 نوفمبر 1929 في مانيلا في الفلبين.